# Antolín del Campo
Antolín del Campo é um município da Venezuela localizado no estado de Nueva Esparta.
A capital do município é a cidade de Plaza Paraguachi.